# بطنيات القدم
بَطْنِيَّاتُ الرِّجْلِأو بَطْنِيَّاتُ القَدَمِ أو البَطْنِقَدَمِيَّاتُ أو معدات الأرجل (بالإنجليزية: Gastropoda)‏ هي أكبر طائفة تنتمي إلى الرخويات، فهي تكون 80% من الكائنات التي تنتمي إليها، وثاني أكبر رتبة في المملكة الحيوانية، حيث يعتقد بأنها تحوي على ما يقارب 65000 نوع، من بينها الحلزونات والبزاقات والبطلينوسات.
تتميز معظم بطنيات القدم بوجود صدفة أحادية تغطيها، وتكون في العادة بشكل ملفوف ومتقوقع. أما عن سبب التسمية، فهي بسبب استخدام هذه الكائنات لعضلة سفلية قوية (قدم) للحركة.
تنتشر بطنيات القدم في مناطق متنوعة من العالم وبيئات مختلفة، وأغلبها كائنات مائية، حيث تعيش 30000 نوعاً منها تقريباً في البحار والمحيطات، بالإضافة إلى 5000 نوعاً تعيش في المياه العذبة، بينما تنتشر الباقي على سطح الأرض. تتغذى أغلب هذه الكائنات على الأعشاب والنباتات، وقد تتغذى على المخلفات العضوية في بعض الأحيان، إلا أن بعض أنواعها قد تكون لاحمة وسامة.
وجدت العديد من الأحافير التي تدل على وجود بطنيات القدم منذ العصر الكامبري.